# 同一片星空 (歌曲)
《同一片星空》（英文：The Same Starlight Sky）是美国歌手瑞彦·迷嘉尔的一首华语歌曲。歌曲由瑞彦·迷嘉尔创作，并由瑞彦·迷嘉尔与宫阁和代岳东制作发行。2014年歌曲作为中韩合拍电视剧《一又二分之一的夏天》主题曲发行。《同一片星空》是一首流行歌曲，旋律配乐上乘，突出了瑞彦·迷嘉尔独特的高音唱腔和复古的音乐风格。歌词是让人回味到《一又二分之一的夏天》电视剧里角色张灏与罗曼的之间的爱情故事。

## 歌曲制作
瑞彦·迷嘉尔发布《同一片星空》，该歌曲同时也是2014年热播剧《一又二分之一的夏天》的插曲，而这首歌的创作灵感也来自于瑞彦·迷嘉尔为该剧男主角尼坤的角色——张灏（Nichkhun饰）配音时的感悟。

## 发行与反响
《同一片星空》2014年7月2日以网络发行歌曲上线。在一天之内优酷的点击量超过了16万个点击。自2014年秋季本首歌在网络的综合点击率已达50万点击。

## 音乐录像带
歌曲的音乐录像带是由《一又二分之的夏天》主演Nichkhun与徐璐的镜头合成，2012年7月2日在电视剧大结局前公开。